# Muluchiya

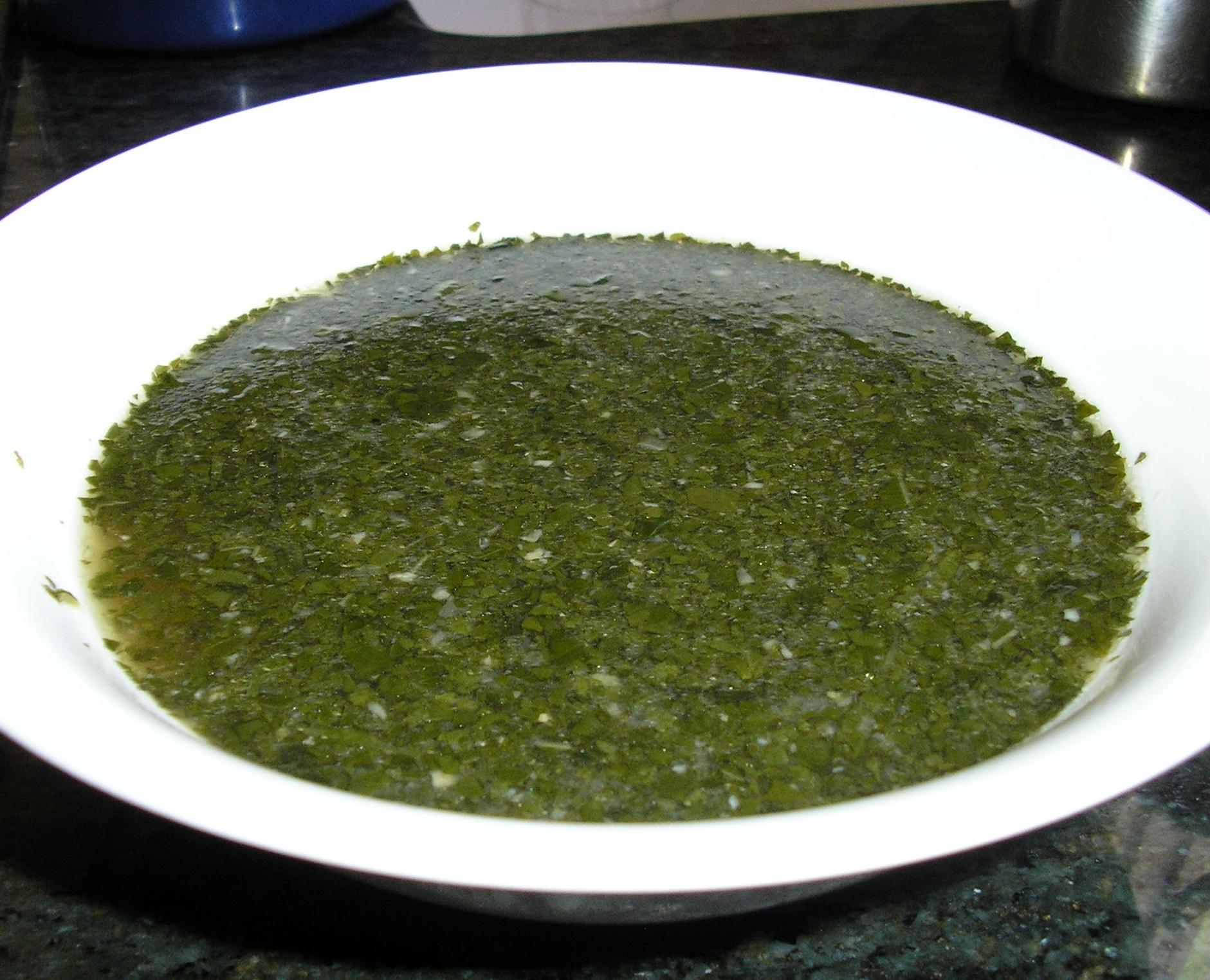
Muluchiya auf ägyptische Art

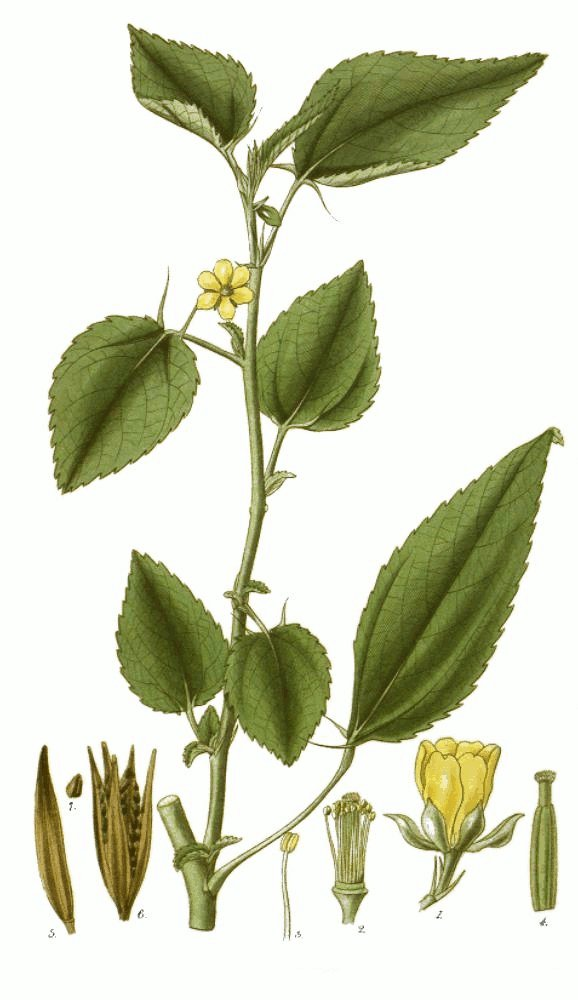
Corchorus olitorius

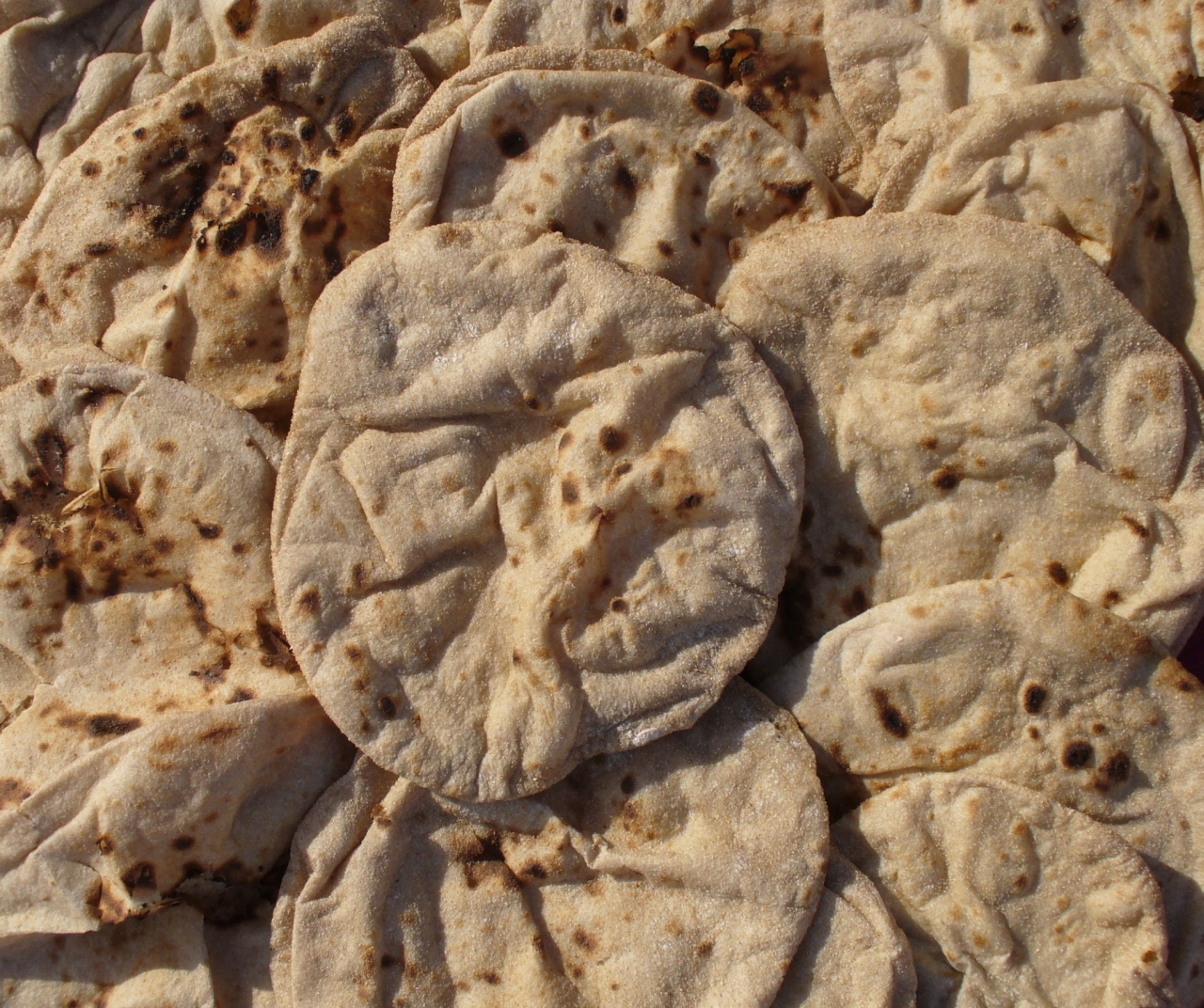
In Ägypten wird zur Muluchiya das einheimische Brot gereicht

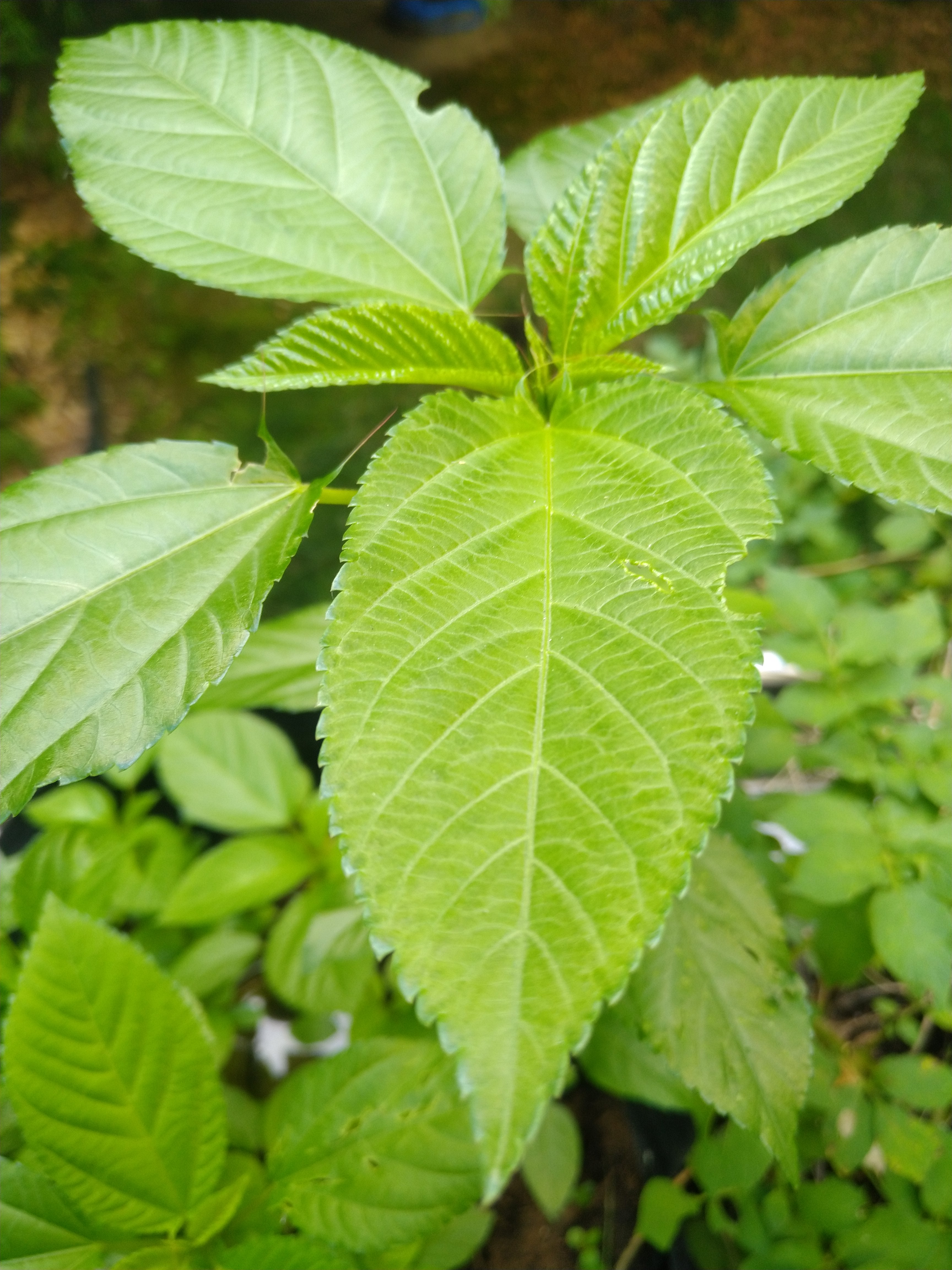
Corchorus olitorius

Muluchiya (auch Mulukhi(y)yah, Mloukhiya, Molokhia und weitere Schreibweisen; arabisch ملوخية, DMG Mulūḫīya) ist ein populäres Gericht aus der arabischen Küche. Es besteht aus den grünen spinatähnlichen Blättern des Corchorus olitorius (Langkapselige Jute), einer stark aromatischen Malvenpflanze, die im Arabischen denselben Namen trägt (vgl. altgriechisch μαλάχη maláche, deutsch ‚Malve‘). Das Gericht wird in verschiedenen Varianten in Asien (vorrangig im Nahen Osten), in Nord-, West- und Ostafrika gekocht. Die Muluchiya schmeckt bitter und hat nach dem Kochen eine leicht schleimige Konsistenz. In Ägypten gilt sie als Nationalgericht.

## Ursprung und Geschichte
Die meisten Wissenschaftler vertreten die Ansicht, dass das Gemüse Muluchiya seine Ursprünge im Alten Ägypten hat. Es gibt Nachweise, dass Indien das Ursprungsland der verwandten Spezies Corchorus capsularis ist, die als Lebensmittel sowie als Faserstoff genutzt wird.
Es heißt, dass der Fatimiden-Kalif al-Hākim bi-amr Allāh während seiner Regentschaft (996–1021) den Verzehr von Muluchiya verboten habe. Er soll geglaubt haben, dass der Genuss des Gerichtes Frauen „zur Ausschweifung verleite“. Nach seinem Tod wurde das Verbot aufgehoben. Die Drusen essen aus Verehrung für Al-Hakim bi-Amr Allah bis heute keine Muluchiya.

## Muluchiya als Gericht
In Ägypten gilt Muluchiya, als Suppe oder Eintopf, neben Ful und Kuschari als Nationalgericht. Das Gericht wird vorbereitet, indem die Blätter vom Pflanzenstamm entfernt und zum Trocknen ausgelegt werden. Dann werden sie fein gehackt und in Brühe mit einer Fleischbeilage gekocht. Koriander und Knoblauch werden getrennt in Ghee geröstet, um die sogenannte taqliya (arabische Bezeichnung für eine Koriander-Knoblauch-Mischung) zuzubereiten, die zum Schluss, während sie noch köchelt, der Muluchiya hinzugefügt wird. Dabei entsteht ein charakteristisches Geräusch, das schahqa (arabisch für: Schnappen nach Luft oder vor Überraschung) genannt wird.
Üblicherweise gehört Fleisch zur Muluchiya, vorzugsweise Geflügel, Kaninchen oder Lamm. In Alexandria wird das Gericht auch mit Shrimps serviert, in Port Said bevorzugt mit Fisch. Als Beilagen dienen Reis oder ägyptisches Brot (ʿaisch baladi). Dazu wird säuerlich eingelegtes Gemüse in der Art von Mixed Pickles gereicht, in Ägypten torshi oder muchallal genannt.
Muluchiya wird in weiteren Regionen zubereitet, vor allem in Syrien, Libanon, Palästina, Jordanien, Tunesien und überall dort, wo arabische Einwanderer leben, unter anderen Bezeichnungen auch bis hin nach Nigeria oder Bangladesch und den Philippinen, wobei die Arten der Zubereitung unterschiedlich sind. Auch in Haiti wird Muluchiya als Nahrungsmittel verwendet, unter der Bezeichnung Lalo.
In den Ländern des Maghreb wird Muluchiya als Pulver zum Kauf angeboten, aus dem die Speise zubereitet wird. Das Pulver ist inzwischen im Internet zu erwerben, auch sind die Blätter tiefgefroren zu kaufen.

## Kulinarische Varianten

### Arabische Welt

#### Ägyptische Küche
In der ägyptischen Küche wird Molokhiya (Ägyptische Arabische Aussprache: [moloˈxejjæ]) zubereitet, indem der zentrale Stiel von den Blättern entfernt wird und die Blätter dann fein mit Knoblauch und Koriander gehackt werden. Das Gericht enthält in der Regel irgendeine Art von Fleisch; in Ägypten ist dies normalerweise Huhn oder Kaninchen, aber Lamm wird bevorzugt, wenn es verfügbar ist, besonders in Kairo. Köche in Alexandria entscheiden sich oft dafür, Garnelen in der Suppe zu verwenden, während Port Said für die Verwendung von Fisch bekannt ist.
Molokhiya wurde in der antiken ägyptischen Küche konsumiert, wo der Name "Molokhiya" seinen Ursprung haben soll.
Viele Ägypter betrachten Molokhiya zusammen mit Ful Medames und Kushari als das Nationalgericht Ägyptens.
Die ägyptische Art der Zubereitung von Molokhiya ist charakteristisch und unterscheidet sich besonders von der Levantinischen Variante. Die Molokhiya-Blätter werden von den Stielen gepflückt, die lange Stiele haben. Anschließend werden sie auf einem großen Tuch zum vollständigen Trocknen für den späteren Gebrauch ausgebreitet.
Nach dem Trocknen werden die Blätter fein gehackt, oft mit einem Mezzaluna. Die Blätter werden dann in Brühe gekocht; wenn Fleisch oder Meeresfrüchte verwendet werden, werden sie zu diesem Zeitpunkt hinzugefügt und können mit oder ohne Knochen sein. Koriander und Knoblauch werden separat in Ghee oder Öl gebraten, um die "Ta'leyya" (تقلية, wörtlich "ein Gebratenes" oder "Gebratenes Ding") herzustellen, und dann am Ende der Suppe hinzugefügt, während die Ta'leyya noch brutzelt.[citation needed]
Die Suppe wird mit weißem Reis serviert oder mit ägyptischem Fladenbrot (ʿeish baladi) serviert. Das Gericht wird oft von einer Auswahl an eingelegtem Gemüse begleitet, das in Ägypten als Mekhallel oder Torshi bekannt ist. Tomatensauce, Essig und andere Gewürze können ebenfalls vorhanden sein.

#### Levantinische Küche
Das Standard-Molokhia-Gericht in der Levante wird zubereitet, indem Fleisch in einem separaten Topf gekocht wird. Knoblauch wird später köchelnd gekocht, dann wird Wasser und Hühnerbrühewürfel hinzugefügt, um eine Brühe zu bilden. Nach dem Kochen werden das gekochte Hühnchen oder Fleisch zusammen mit der Brühe, Koriander und Molokhia-Blättern hinzugefügt und weitere 15 Minuten gekocht. Es wird mit weißem Reis und frischer Zitrone serviert. In Nordlibanon wird auch ein Gericht namens "Mloukhiye b Zeit" zubereitet, bei dem frische Blätter und Triebe der Nalta-Jute-Pflanze in Olivenöl, Zwiebeln, Knoblauch, Tomaten und Chilischoten gekocht werden; es ist ein beliebtes Sommer-Beilagen-Gericht, insbesondere in den Distrikten Miniyeh-Danniyeh und Akkar.
Beduinen haben eine alte Tradition, eine andere Version des Gerichts zu kochen. Ein ganzes Huhn wird geöffnet, die Innereien entfernt und mit Kräutern, Gewürzen und rohem Reis gefüllt, dann mit dicker Schnur zugenäht. Das Huhn wird dann gekocht, um die Brühe für die Molokhia-Suppe zu erstellen, die nach der Zubereitung als fünf separate Komponenten serviert wird: Die Molokhia-Suppe, arabisches Fladenbrot, das Huhn (gefüllt mit gewürztem Reis), zusätzlicher weißer Reis und eine kleine Schüssel mit einer Mischung aus Zitronensaft und in Scheiben geschnittenen Chilis. Die Suppe wird je nach Geschmack mit Reis und Zitronensaft vermischt, während das Huhn auf einem separaten Teller gegessen wird.

#### Tunesische und libysche Küche
In Tunesien und Libyen wird das Gericht im Allgemeinen recht unterschiedlich zubereitet im Vergleich zur ägyptischen Methode. Die Blätter, die bereits von den Stielen getrennt sind, werden getrocknet und dann zu einem sehr feinen Pulver gemahlen, das in Gläsern oder anderen fest verschlossenen Behältern aufbewahrt wird. Die Zubereitung von Mulukhya oder Mloukhiya dauert 5 bis 7 Stunden und wird oft zur Hälfte am Abend begonnen und am nächsten Morgen fertiggestellt. Diese Methode deutet darauf hin, dass das Gericht jüdischen Ursprungs ist, da es während des jüdischen Sabbats zubereitet wird, an dem aktives Kochen verboten ist. Das Pulver wird mit Olivenöl und manchmal Tomatenpaste zu einer Sauce, nicht zu einer Suppe, zubereitet, und große Fleischstücke vom Rind werden oft zur Hälfte der Kochzeit hinzugefügt. Die dunkelgrüne Sauce köchelt bei schwacher Hitze und wird so lange gekocht, bis sie die Konsistenz einer Tomatensauce erreicht. Die Sauce wird in kleinen tiefen Tellern mit einem Stück Rindfleisch serviert und vorzugsweise mit herzhaftem traditionellem weißem Brot gegessen. In bestimmten Regionen, in denen Rindfleisch nicht üblich ist, wird Lamm verwendet, aber es wird wesentlich kürzer gekocht.

### Kenyanische Küche
In Kenia ist das Gericht als "Murere" (Luhya), "Murenda", "Apoth" (Luo) und unter mehreren anderen einheimischen Bezeichnungen bekannt. Es ist ein sehr beliebtes Gemüsegericht unter den Gemeinschaften in der Westregion (Vihiga, Kakamega, Busia, Trans Nzoia und Bungoma Countys) und in der Nyanza-Region (Kisumu, Siaya, Homa Bay, Kisii, Migori und Nyamira Countys). Beide Regionen liegen in der Nähe des Viktoriasees. Die Juteblätter werden von den Stielen getrennt, gewaschen und dann in leicht gesalzenem Wasser mit "Ligadi" (eine rohe Form von Soda, Backpulver) oder "Munyu" (traditionelles salzhaltiges Pflanzenprodukt) gekocht. Die Blätter werden zusammen mit anderen Blattgemüsen wie "Likuvi" (Vigna unguiculata, Kuhbohnenblätter) oder "Mito" (Chipilín) gekocht, um die Schleimigkeit zu reduzieren und die anderen Gemüseblätter weicher zu machen. In einigen Fällen werden die Gemüse nach etwa dreißig Minuten Kochen mit Tomaten und Zwiebeln in Öl geschmort (Es gibt verschiedene allgemeine Zubereitungsarten für "Mutere" und weitere Möglichkeiten, wie es serviert wird). Gewürze wie Curry, Pfeffer, Masala oder Koriander sind optional. "Mutere" wird mit "Ugali" (einem grundlegenden Getreidebrei) serviert und kann mit Fleisch oder Huhn begleitet werden.

### Westafrikanische Küchen
Das Blatt ist in vielen tropischen Ländern Westafrikas ein häufiges Nahrungsmittel. Es wird angenommen, dass die "Tropfenform" an den Blättern dazu dient, überschüssiges Wasser von den starken Regenfällen in den Tropen abzuleiten. In Benin wird es als "Minnou(wi)" oder "Crin-Crin-Sauce" bezeichnet, und ähnlich als "Kren-Kre" in Sierra Leone. Es wird in einer Palmölsauce mit Reis oder Maniok-Fufu (einem traditionellen Gericht aus Maniok) gegessen oder gedünstet und kurz vor dem Verzehr in Reis gemischt, wenn keine Palmölsauce verwendet wird. Unter den Yoruba im Südwesten Nigerias wird es als "Ewedu" bezeichnet und mit gekochtem Yam-Mehl (Amala) serviert. In Liberia heißt es "Palaver-Sauce" und wird mit Reis oder Fufu serviert. Im Gambia wird es als "Kereng-Kereng" bezeichnet und wird typischerweise verwendet, um "Supakanja" (ein Gericht, das meistens samstags serviert wird und aus Okra, rotem Palmöl, Fisch und Fleisch besteht) zuzubereiten.
In Ghana ist es als "Ademe Ewe" oder "Ayoyo"-Blätter bekannt und wird verwendet, um Saucen für "Banku" (eine Mischung aus Mais und Maniok) oder gekochten Reis zuzubereiten.

### Zypriotische Küche
Auf Zypern ist das Gericht als "Molohiya" bekannt und bei den griechischen Zyprioten und türkischen Zyprioten beliebt. Die Juteblätter werden im Frühjahr angebaut und geerntet, anschließend von den Stielen getrennt und ganz getrocknet. Sie werden in einer Tomatenbrühe mit Zwiebeln und Knoblauch gekocht. Lamm am Knochen oder Hühnchen mit Knochen können ebenfalls hinzugefügt werden. Für optimale Ergebnisse werden Zitrone und Kartoffel verwendet, um die Konsistenz nicht zu schleimig werden zu lassen. Es wird mit einer brühenähnlichen Konsistenz serviert und mit Sauerteigbrot gegessen.

## Ernährungswerte
Die Blätter der Langkapseligen Jute sind reich an Folsäure, Eisen, beta-Carotin, Calcium, Vitamin C und mehr als 32 weiteren Vitaminen, Mineralien und Spurenelementen. Die Pflanze hat eine starke antioxidative Wirkung.

## Antike Verweise
Das Wort für die Pflanze findet sich in antiken Mittelmeer-Sprachen wie Griechisch wieder. Verwandte Wörter des Begriffs sind das antike griechische μαλάχη (malákhē) oder μολόχη (molókhē), das moderne griechische μολόχα (molókha), das moderne Arabisch: ملوخية (mulukhiyah) und das moderne Hebräisch: מלוחיה (malukhia).